# Aeropuerto de Prince George
El Aeropuerto de Prince George (del inglés: Prince George Airport) (IATA: YXS, OACI: CYXS) es un aeropuerto que sirve a Prince George, Columbia Británica, Canadá y las áreas adyacentes. Este terminal está localizado a las afueras de la ciudad a 2,8 MN (5,2 km; 3,2 mi) al sureste, y es operado por la Prince George Airport Authority.
Este aeropuerto es clasificado por NAV CANADA como un puerto de entrada y es servido por la Canada Border Services Agency. Los oficiales de la CBSA pueden atender aviones de hasta 15 pasajeros.

## Aerolíneas y destinos
- Air Canada
  -  Canada Jazz
    - Vancouver / Aeropuerto Internacional de Vancouver
- Air Transat
  -  WestJet
    - Puerto Vallarta / Aeropuerto Internacional Lic. Gustavo Díaz Ordaz (estacional)
- Central Mountain Air
  - Fort Nelson / Aeropuerto de Fort Nelson
  - Fort St. John / Aeropuerto de Fort Saint John
  - Kamloops / Aeropuerto de Kamloops
  - Kelowna / Aeropuerto de Kelowna
  - Terrace / Aeropuerto de Terrace
  - Smithers / Aeropuerto de Smithers
- WestJet
  - Vancouver / Aeropuerto Internacional de Vancouver